# Цвітіння вод

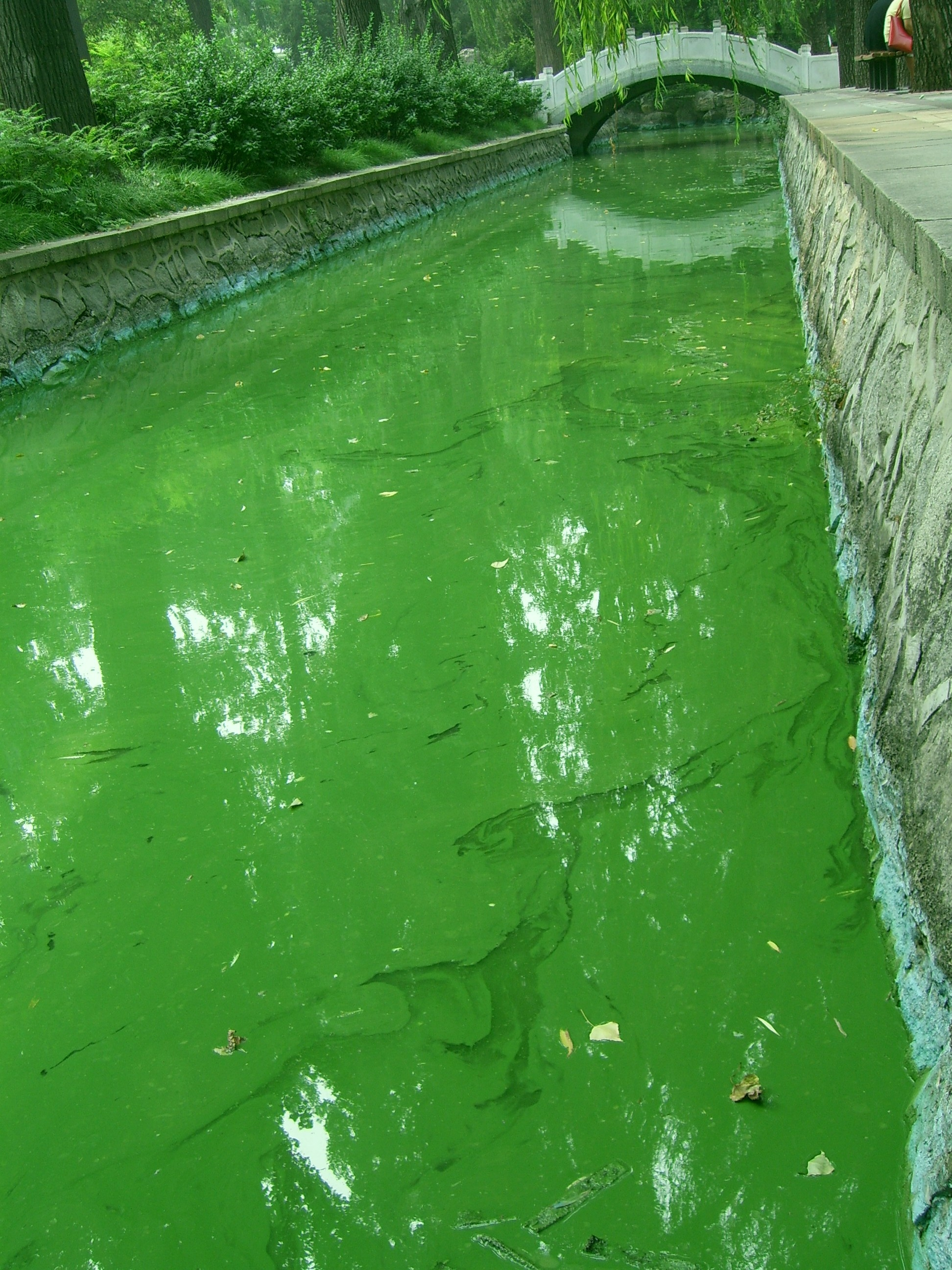
Цвітіння води у каналі

Цвіті́ння вод — масовий розвиток фітопланктону, який викликає зміну кольору води і погіршує кисневу забезпеченість вод.
Одна із причин цвітіння вод — надходження у водойми мінеральних, особливо фосфоромістких добрив, синтетичних мийних засобів, органічних забруднювальних речовин.
Цвітіння води — це природне явище, що проявляється в зміні забарвлення води внаслідок масового розмноження мікроскопічних водоростей. Про це явище згадував ще в 77 році Пліній Старший. Дуже шкідливим є надмірне цвітіння, яке значно погіршує якість води та умови життєдіяльності організмів у водоймах, порушує гідрохімічний режим, створюючи дефіцит кисню. Шар води, що цвіте, може досягати 10-15см завтовшки. При цьому виникає придуха риби і вона гине.
Створення водосховищ на річках, в результаті чого утворюється значна частина мілководь, які добре прогріваються в літню пору і мають уповільнений водообмін, сприяє цвітінню води. Зокрема, це явище спостерігається на каскаді водосховищ  р. Дніпро - Київському, Канівському, Кременчуцькому, Кам'янському, Запорізькому (Дніпровському), Каховському.
Цвітіння води завдає великих збитків рибному господарству. Якщо вживати воду з ознаками цвітіння (зеленуватий колір, неприємний запах) у людини можуть розвинутись отруєння та алергічні реакції.
Найефективніший засіб боротьби з цвітінням води — збирання мікроскопічних організмів спеціальними катерами. Зібрану масу використовують як добриво, на виготовлення паперу, картону, лаків, фарб тощо.

## Шкідливі цвітіння водоростей

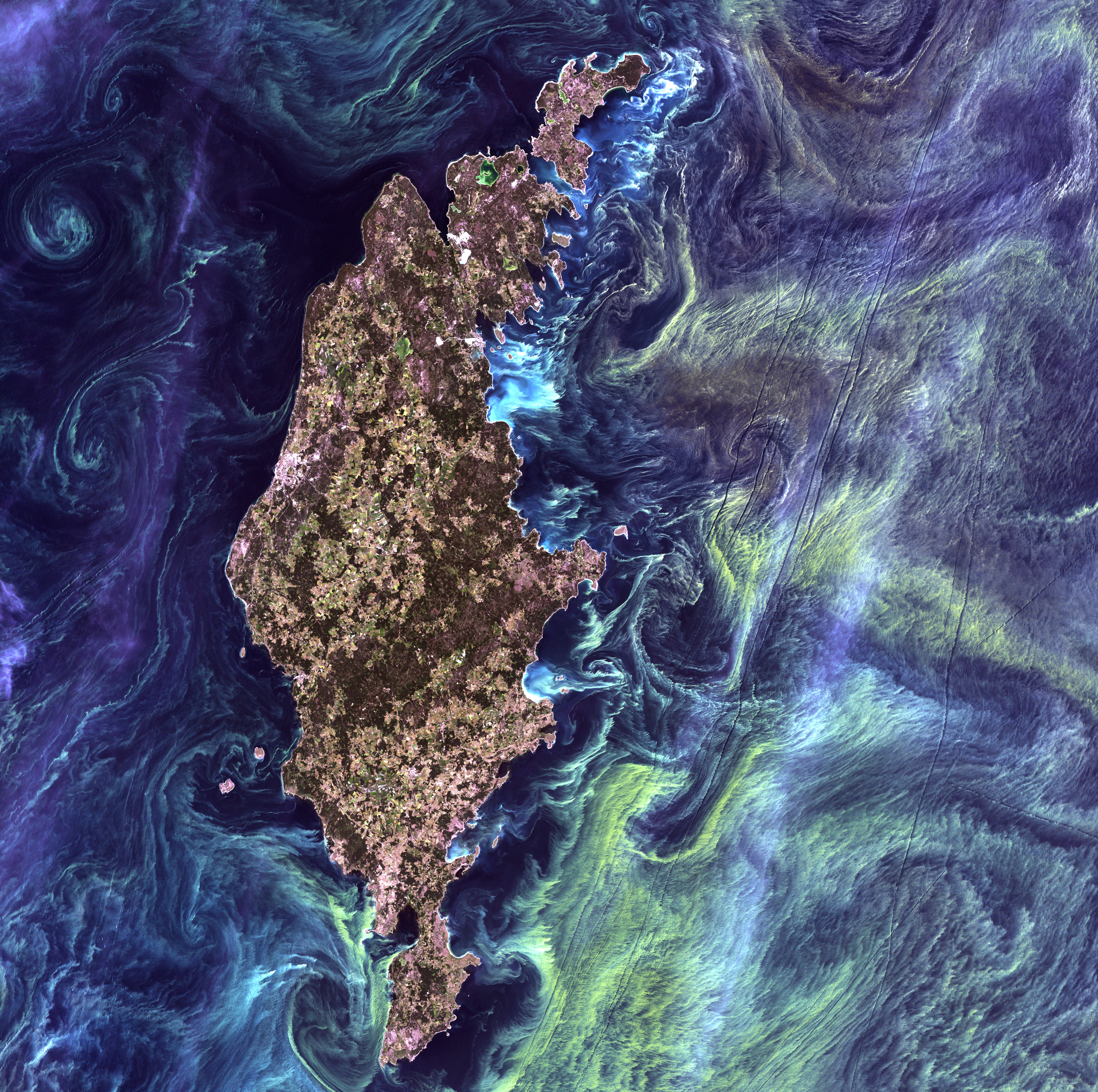
Супутниковий знімок фітопланктону довкола шведського острова Готланд посеред Балтійського моря, в 2005 р.

Шкідливі цвітіння водоростей (ШЦВ) це цвітіння водоростей що спричиняє шкідливий вплив на інші організми через продукування шкідливих природних токсинів, механічне пошкодження інших організмів, або іншими шляхами. ШЦВ часто пов'язані із великомасштабними подіями вимирання на морі і пов'язані із різноманітними випадками отруєння молюсками.
Дослідження щодо зростання популяцій квітучих водоростей були значною мірою пов'язані із дослідженнями ризику смерті через не алкогольне захворювання печінки.

### Загальні відомості
У морському середовищі, одноклітинні, мікроскопічні, планктоноподібні організми природним чином живуть у добре освітленому сонцем верхньому шарі води у будь-якого типу водоймі. Ці організми, що називаються фітопланктоном або мікроводоростями, утворюють основу харчової мережі від якої залежать майже всі інші морські організми. Існує близько 5000+ видів морського фітопланктону по всьому світу, відомо, що близько 2% є шкідливими чи токсичними.  Цвітіння шкідливих водоростей може мати різноманітний і потужній вплив на морські екосистеми, в залежності від того з якими видами це відбувається, середовища в якому вони перебувають, і від механізму яким вони здійснюють свій негативний вплив.
Як спостерігалося, шкідливі цвітіння водоростей можуть нести негативний вплив на велику кількість різних морських організмів, особливо морських ссавців, морських черепах, берегових птахів і риб. Вплив токсинів ШЦВ на ці групи може спричиняти шкідливі зміни в їх розвитку, імунологічні, неврологічні або репродуктивні порушення. найбільш помітним впливом ШЦВ на морське дике життя це великі за масштабом події із вимиранням пов'язаних із токсичними цвітіннями. Наприклад, масова загибель 107 дельфінів Афаліна, що трапилася здовж узбережжя Флориди навесні 2004 через споживання отруєних Менхаденів із високим вмістом бреветоксину.

## Галерея

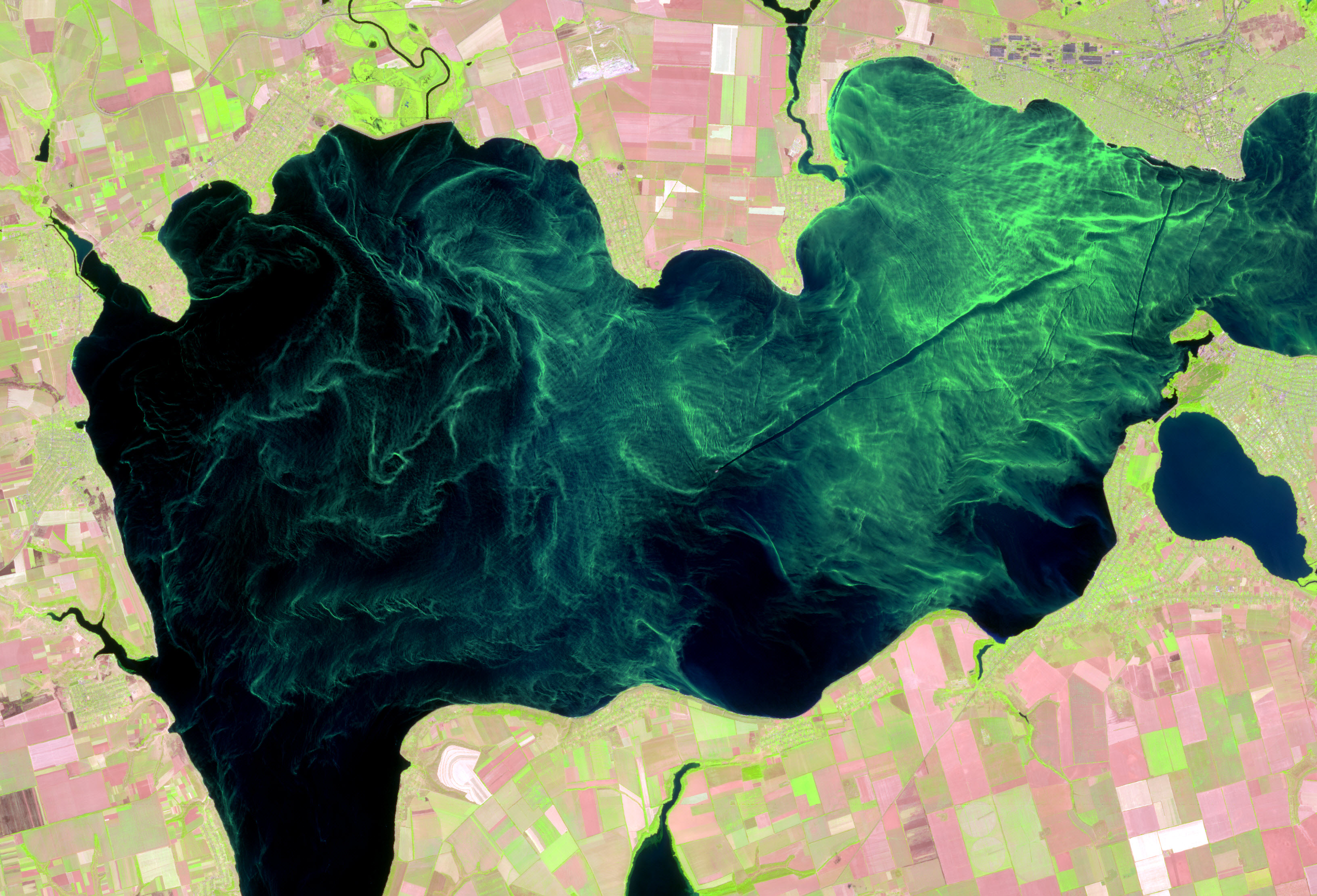
Явище «цвітіння води» на прикладі Каховського водосховища. Супутниковий знімок, 2016

## Деякі факти
- Яскраво-зелене цвітіння є результатом розмноження синьо-зелених водоростей, які фактично є бактеріями (ціанобактерії). Цвітіння також можуть викликати макроводорості, які не належать до планктону. Його можна впізнати по великих обсягам водоростей, що їх прибиває до берега і які роблять воду темною. Вперше «чорні води» були описані у Флоридській затоці в січні 2002 року.[5][6]
- Деякі види водоростей виробляють нейротоксини, у великих концентраціях ці отрути можуть викликати серйозні наслідки для живої природи.
- Цвітіння водоростей іноді відбувається у водних об'єктах, які є джерелами водопостачання питної води. У таких випадках від токсинів можна позбутися за допомогою стандартних процедур очищення води.
- Цвітіння можна спостерігати в прісноводних акваріумах, коли риб перегодовують та рослини не засвоюють надлишкові поживні речовини. Воно зазвичай безпечно для риби, і ситуація може бути виправлена шляхом заміни води, затемнення акваріума, а потім зменшення кількості їжі.
- Цвітіння водойм може відбуватися і під товстим льодовим покривом.[7]